# Мендеш, Тьягу
Тья́гу Кардо́зу Ме́ндеш (порт. Tiago Cardoso Mendes; род. 2 мая 1981 года, в Виана-ду-Каштелу, Португалия), более известный как Тья́гу — португальский футболист, полузащитник. Вице-чемпион Европы 2004 года.

## Клубная карьера
В 1999 году Тьягу присоединился к «Браге». В следующем сезоне он уже играл в основном составе и помог клубу завоевать 4-е место и путёвку в Кубок УЕФА.
В декабре 2001 году он перешёл в «Бенфику». Сезон 2002/03 стал одним из лучших в карьере игрока, Тьягу забил 13 голов, а клуб стал вице-чемпионом Португалии. В 2004 году Тьягу помог клубу выиграть Кубок Португалии.
20 июля 2004 года за 15 млн евро Тьягу перешёл в «Челси». Пропустил первую игру сезона 2004/05, но вскоре стал важным игроком команды. В дебютном сезоне Тьягу сыграл 51 игру и забил 4 гола, а «Челси» победил в чемпионате и Кубке Футбольной лиги. Приход Майкла Эссьена в августе 2005 года ограничил количество игровой практики Тьягу. После этого он был вынужден покинуть команду и подписал контракт с «Лионом».
Трансфер игрока обошёлся французам в 10 млн евро. В «Лионе» Тьягу сразу же стал основным игроком команды, сыграв в своём первом сезоне 37 матчей и забив 7 голов, а его гол 1 апреля 2006 года его гол в ворота «Труа» принёс «Лиону» 5-й подряд титул чемпиона Франции. Во втором сезоне после отъезда Диарры в «Реал Мадрид» Тьягу стал играть более существенную роль в команде и во второй раз стал чемпионом Франции.
21 июня 2007 года Тьягу перешёл в «Ювентус» за 13 млн евро, но карьера в Турине у него не задалась, он редко выходил на поле, а его игра оставляла желать лучшего.
8 января 2010 года Тьягу на правах аренды до конца сезона 2009/10 перешёл в испанский клуб «Атлетико Мадрид». 16 августа 2010 года игрок вновь отправился в «Атлетико Мадрид» на правах аренды до конца сезона 2010/11 без права выкупа. 19 июля 2011 года «Ювентус» объявил, что контракт с игроком взаимно прекращён. За туринский клуб Тьягу, проведший два последних сезона в аренде, сыграл в общей сумме 53 матча. 20 июля 2011 года подписал контракт с «Атлетико Мадрид» сроком на 2 года.
В мае 2017 года объявил о том что покидает мадридский «Атлетико». За семь лет в «Атлетико» игрок принял участие в 228 официальных матчах, забил 19 голов и отдал 14 результативных передач.

## Международная карьера
Благодаря своей прекрасной игре в молодёжной сборной он был вызван в основную сборную на товарищеский матч против Шотландии в ноябре 2002 года. В 2004 году Тьягу был включён в состав сборной на чемпионат Европы 2004, но так и не сыграл ни одного матча. Своей игрой в Лионе он заслужил место в основном составе на чемпионате мира 2006. На турнире он сыграл 5 матчей, а португальцы дошли до полуфинала, где уступили сборной Франции. Свой первый гол за сборную Тьягу забил 28 марта 2007 года в ворота сборной Сербии.

## Тренерская карьера
14 июля 2017 года было объявлено, что Тьяго вошёл в тренерский штаб мадридского «Атлетико».
29 июля 2020 года стал главным тренером «Витория Гимарайнш». В октябре 2020 был уволен за неудовлетворительные результаты команды.

## Достижения
«Бенфика»
- Обладатель Кубка Португалии (1): 2004
- Итого: 1 трофей

 «Челси»
- Чемпион Премьер-лиги (1): 2004/05
- Обладатель Кубка Футбольной лиги (1): 2005
- Обладатель Суперкубка Англии (1): 2005
- Итого: 3 трофея

 «Лион»
- Чемпион Лиги 1 (2): 2005/06, 2006/07
- Обладатель Суперкубка Франции (2): 2005, 2006
- Итого: 4 трофея

 «Атлетико Мадрид»
- Чемпион Испании (1): 2013/14
- Победитель Лиги Европы УЕФА (2): 2010, 2012
- Обладатель Кубка Испании (1): 2013
- Обладатель Суперкубка Испании (1): 2014
- Финалист Лиги Чемпионов УЕФА (2): 2013/2014, 2015/2016
- Итого: 5 трофеев